# Euceromasia floridensis
Euceromasia floridensis là một loài ruồi trong họ Tachinidae.